# Schizoporella confusa
Schizoporella confusa är en mossdjursart som beskrevs av Calvet 1906. Schizoporella confusa ingår i släktet Schizoporella och familjen Schizoporellidae. Inga underarter finns listade i Catalogue of Life.